# Mariene ecoregio Namib
De Mariene ecoregio Namib (190) (Engels: Namib marine ecoregion) is een biogeografische regio en ligt in het zuidoosten van de Atlantische Oceaan in de Mariene provincie Benguela (50) in het Marien rijk Gematigd Zuidelijk Afrika. De mariene ecoregio is vastgesteld door het World Wide Fund for Nature en The Nature Conservancy en is vernoemd naar de Namibwoestijn.
In het noorden grenst het gebied aan de mariene ecoregio Angola (86) en in het zuiden aan de mariene ecoregio Namaqua (191).

## Geografie
De mariene ecoregio ligt in het zuidoosten van de Atlantische Oceaan voor de westkust van Namibië en de westkust in het zuidwesten van Angola. Het gebied strekt zich uit van de kaap bij de stad Tômbwa tot nabij de grens van de regio's Hardap en ǁKaras ter hoogte van het Namib-Naukluft National Park en omvat onder andere de wateren rondom het eiland Ilha dos Tigres en Walvisbaai.
Door het gebied stroomt de Benguelastroom, onderdeel van de Zuid-Atlantische gyre.

## Biogeografie
Het gebied kent zeeleven dat houdt van gematigde temperaturen.